# Calice di Gian Galeazzo Visconti
Il calice di Gian Galeazzo Visconti è un calice cerimoniale conservato presso il Museo Serpero del Duomo di Monza.

## Storia
Eseguito nel 1396 poco dopo l'ottenimento del titolo ducale da parte di Gian Galeazzo Visconti, il calice è considerato uno dei capolavori dell'oreficeria lombarda.

## Composizione
Composto di ottanta pezzi l'opera, lavorata in argento dorato e smalti, riprende alcuni motivi architettonici del Duomo di Milano. Esso è alto 31 cm, con una base ad imitazione di una rosa della larghezza di 23 cm e con una coppa profonda 13 cm per la larghezza di 15 cm.
Il calice, decorato in stile gotico, presenta delle immagini con le "imprese" dei Visconti smaltate: d'argento alla vipera d'azzurro divorante un fanciullo di rosso, d'azzurro seminato ai gigli di Francia, di rosso alla colomba beccata d'argento tenente nello stesso una banderuola del medesimo metallo con il motto "A BON DROIT", di rosso al sole dorato raggiante, d'oro a tre aquile di nero e d'oro all'aquila nera. A metà del calice è presente una decorazione a baldacchino gotico all'interno della quale sono presenti le figure di San Paolo con la spada, San Matteo, San Bartolomeo, San Mattia, San Pietro e San Giacomo. Sul fusto sono presenti sei formelle con personaggi come San Gervasio, San Protaso, Sant'Agostino, Sant'Ambrogio, San Gregorio, San Girolamo.